# Смольники (Картузький повіт)
Смольники (пол. Smolniki) — село в Польщі, у гміні Сераковиці Картузького повіту Поморського воєводства.
Населення — 222 особи (2011).
У 1975—1998 роках село належало до Гданського воєводства.

## Демографія
Демографічна структура станом на 31 березня 2011 року:
|          | Загалом | Допрацездатний вік | Працездатний вік | Постпрацездатний вік |
| -------- | ------- | ------------------ | ---------------- | -------------------- |
| Чоловіки | 115     | 33                 | 70               | 12                   |
| Жінки    | 107     | 36                 | 53               | 18                   |
| Разом    | 222     | 69                 | 123              | 30                   |